# Парламентські вибори в Азербайджанській РСР (1990)
Вибори до Верховної Ради Азербайджанської РСР відбулися 30 вересня і другий тур 14 жовтня 1990 року. Це були перші багатопартійні вибори в країні.

## Особливості виборів
Усього обиралося 360 депутатів, причому 11 місць стали автоматично вакантними у зв'язку з тим, що вибори не проводилися в НКАО. Таким чином, вибори відбулися у 349 одномандатних округах. Число вакантних депутатських крісел, зрештою, становило 20.
Вибори відбулися за умов режиму надзвичайного стану, оголошеного 20 січня 1990 року. Спостерігачі, які приїхали на вибори на прохання НФА, в основному були вислані назад з Баку, лише 80 людей змогло вийти за межі аеропорту.

## Цікаві факти
Майбутній президент Азербайджану, Гейдар Алієв, у ході цих виборів здобув перемогу в Неграмському окрузі Нахічеванської АРСР, незабаром після чого був обраний головою Верховної Ради Нахічеванської АРСР.

## Результати
| Суб'єкт висування                | Кількість місць |
| -------------------------------- | --------------- |
| Комуністична партія Азербайджану | 280             |
| Народний фронт Азербайджану      | 45              |
| Самовисуванці                    | 15              |